# Pueblo sheke
El pueblo sheke es también conocido con los nombres bulu, seke, seki, sekiani, sekiyani, seseki, shekiyana. Pertenece al complejo bantú. Sus comunidades y clanes se distribuyen desde la desembocadura del río Muni en Guinea Ecuatorial hasta la del río Ogüé en Gabón. Sus principales subgrupos son el pueblo benga, el pueblo bakale, el pueblo shekiani y el pueblo kota; clasificación que no tiene consenso entre los africanistas. Hay quienes entienden que sheke y shekiani son el mismo pueblo, y hay quien incluye el pueblo sheke en la etnia ndowé por su afinidad idiomática.
Los trabajos etnográficos realizados desde el siglo XIX y ampliados en el siglo XX otorgan diferentes etnónimos al mismo grupo étnico, producto de diferentes traducciones a las lenguas occidentales. En el caso de la etnia sheke los diferentes grupos nacidos en su seno tomaron nombres distintos al asentarse como comunidades autónomas, generando más confusión entre los investigadores. A 2016 se estima que existen 32 000 personas que se identifican como parte de la etnia sheke, a partir del uso del idioma seki como lengua nativa.

## Idioma

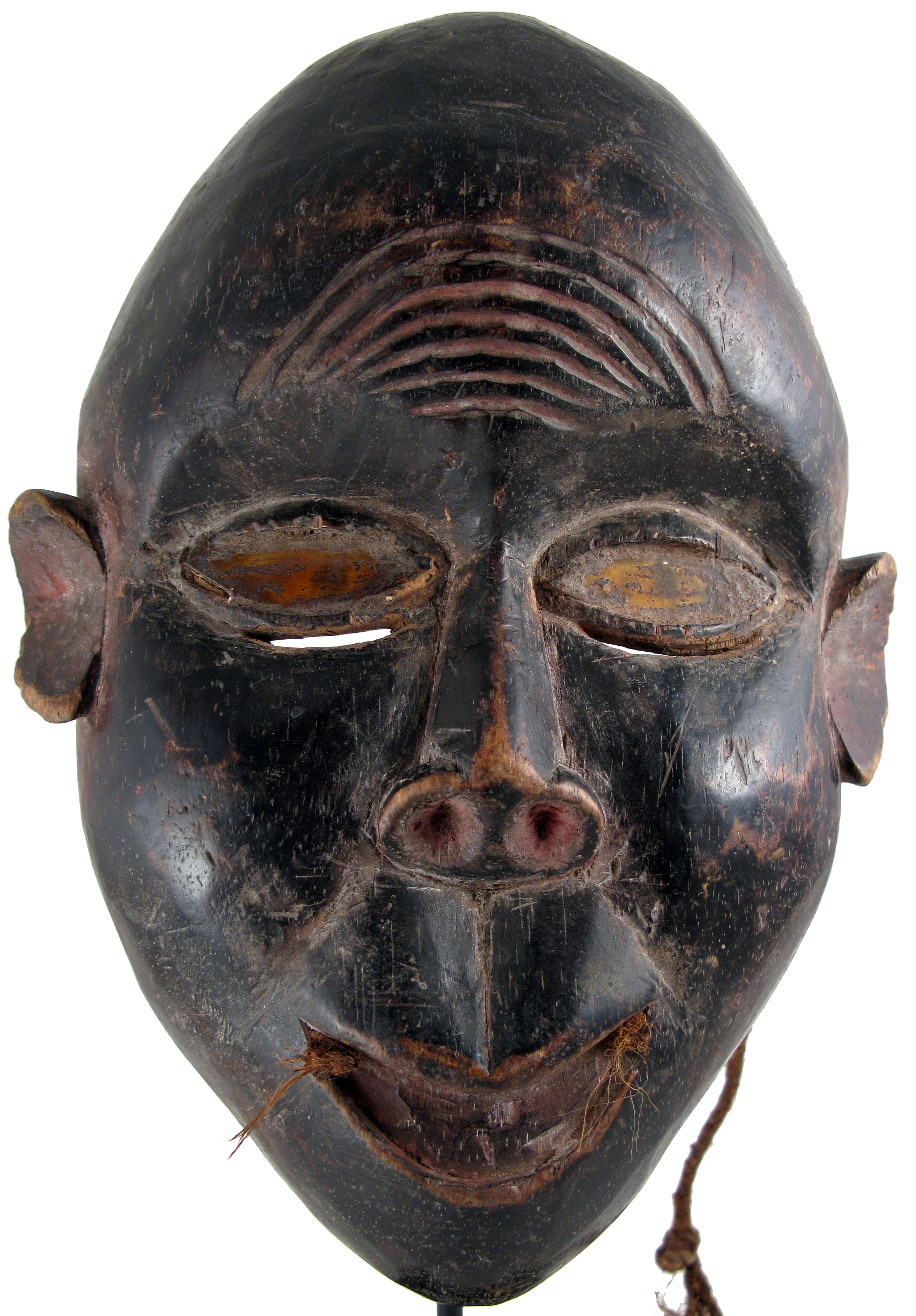
Máscara ritual del pueblo bulu

Hablan seki, un idioma del macrogrupo de lenguas bantúes, dentro de la rama de lenguas kele. También es conocido como idioma seke, sekiana, sekiani, sekiyani, sekyani, seseki, sheke o shekiyana. A 2016 existen 30 000 hablantes de seki en Guinea Ecuatorial y 1900 en Gabón.

## Subgrupos

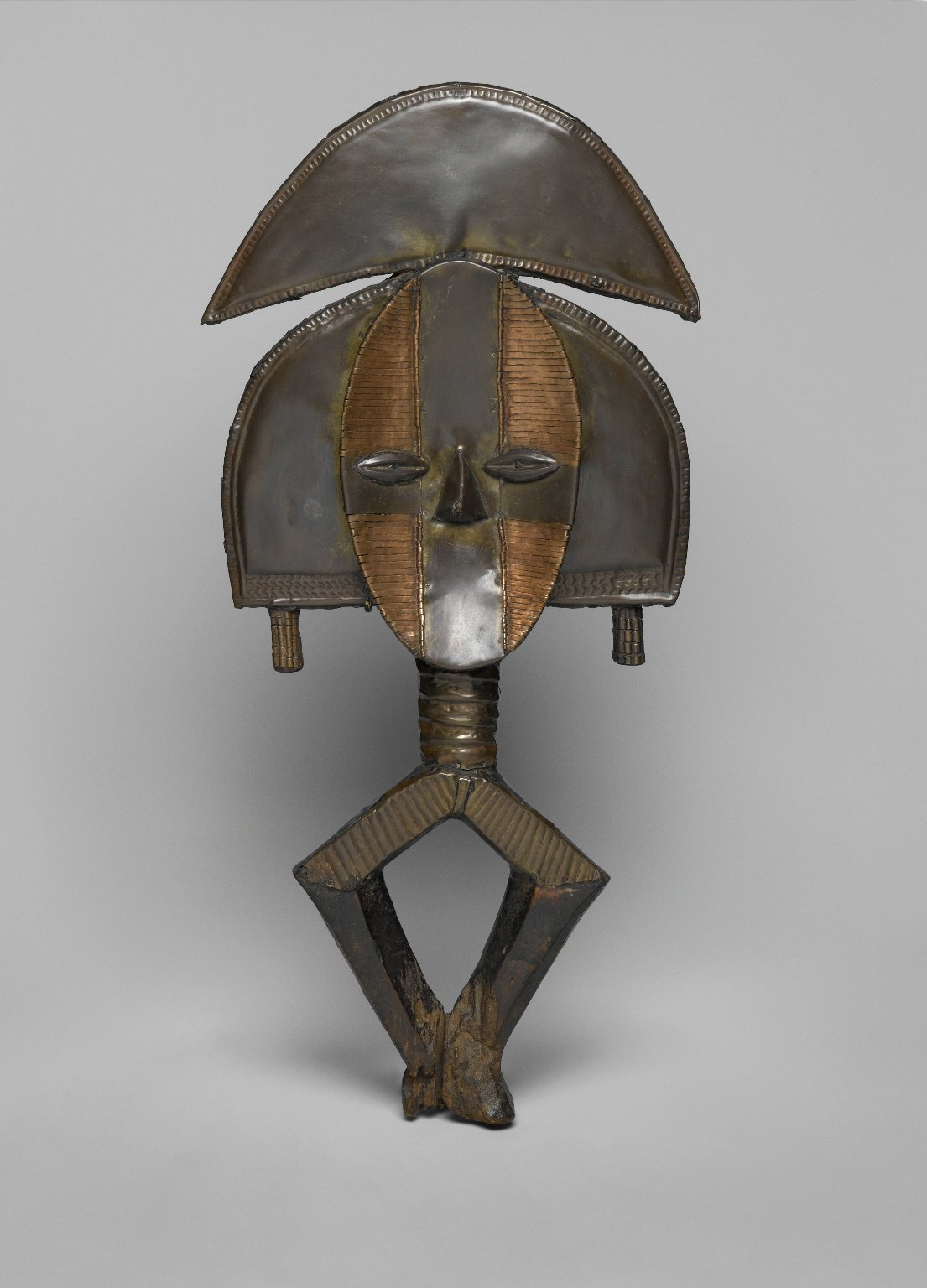
Escultura ritual pueblo kota

A partir de los trabajos de investigación etnográfica y lingüística los especialistas han situado dentro o en estrecho parentesco con la etnia sheke a los siguientes grupos:

### Pueblo bakale
El pueblo bakale forma parte del grupo de los sheke. También son conocidos como bakali o bakalai. En su mayoría agricultores o pescadores se integraron a varios pueblos de la región de la costa e interior de Guinea Ecuatorial y Camerún. Tienen lazos culturales y étnicos con los benga y el pueblo noko de la etnia ndowé. En el pasado ejercieron el comercio entre la costa y el interior, al tiempo que se implicaron en el tráfico de esclavos como la mayoría de los sheke.

### Pueblo belengue
Pueblo agrícola de Guinea Ecuatorial también conocidos como balenge, lengue o lengui. Están emparentados con el pueblo itemus y lingüísticamente con los molengue (molendyi), todos ellos relacionados con la etnia sheke según varios autores.
Probablemente originarios del pueblo benga, se asentaron en los territorios situados entre el río Utombe y el río Muni en Guinea Ecuatorial. Su tradición los sitúa como parte del pueblo ndowé. Poseen una cultura de agricultores pero fueron feroces en sus combates en la selva para evitar el avance de los fang sobre sus tierras.

### Pueblo benga
Agricultores y pescadores, los benga se asentaron en la zona costera de los territorios limítrofes de los actuales Gabón y Guinea Ecuatorial. Mantuvieron enfrentamientos con sus parientes bulu y con la etnia fang que los obligó a desplazarse en varias ocasiones. Están emparentados e integrados con el pueblo ndowé.
Sus aldeas se autogobiernan con jefes locales y hereditarios. Al igual que el resto de la etnia sheke participaron en el pasado del tráfico de esclavos con los europeos. En 1843 uno de sus jefes principales fue nacionalizado español en un acto simbólico que dio inicio a la colonización de Guinea Ecuatorial.

### Pueblo bulu
Bulu es el etnónimo con que los fang llaman a los sheke de Gabón. Sin embargo no hay acuerdo entre los especialistas sobre su origen sheke o si forman parte de la etnia fang. Ocupan territorios al sur de Camerún, entre los ríos Sanaga y Nyong. Sobre su tierra de origen se supone que estaban más al norte, desde donde atravesaron el río Sanaga y bajaron por el Nyong. En ese movimiento, sobre el año 1890, fueron detenidos por fuerzas coloniales alemanas a la altura de Kribi. Para 1895 ya estaban establecidos en sus actuales territorios costeros. Se implicaron en el tráfico de esclavos y mantuvieron varios enfrentamientos de resistencia a la invasión alemana. Al finalizar la Primera Guerra Mundial su territorio pasó a ser controlado por Francia. En 1950 mantuvieron enfrentamientos contra el más próspero pueblo bamileke. Desde la presidencia en Camerún de Paul Biya (1982), a pesar de su pequeño número, miembros del pueblo bulu al que pertenece el presidente, ocuparon importantes puestos en la administración de gobierno. Destacaron por sus plantaciones de plátanos y cacao.

### Pueblo bumba
Aunque se los identifica como subgrupo del pueblo ndowé, esta identidad étnica es fruto de la unión de miembros del pueblo benga (clan de los sheke) y el pueblo puku (poku, puko) de rama en Guinea Ecuatorial de los ndowé. Se especializan en la pesca y la agricultura. Tienen sus comunidades en la costa de Guinea Ecuatorial.

### Pueblo dambono
Es un pueblo agricultor emparentado con el pueblo kota y en estrecha relación con la etnia sheke a través del pueblo shaka. Se asentaron en tierras al este de Gabón.

### Pueblo itemus
Se los ubica en el siglo XIX ocupando territorios en torno al ríos Utamboni y Congoa, en la frontera entre la actual Guinea Ecuatorial y Gabón. Los relatos de viajeros del siglo XIX los señalan como un clan de la etnia shekiani.

### Pueblo kota
Emigraron al noreste de Gabón desde el sur de Camerún junto con el pueblo benga (probablemente como un mismo grupo). En territorios de la naciente del río Ivindo se enfrentaron y fueron expulsados por el pueblo kuele. Obligados a descender el Ivindo se dividieron en dos grupos. Uno tomo en dirección de la costa y fue conocido con la identidad de pueblo benga. El resto siguió hasta la confluencia de los ríos Ivindo y Ogoué y tomó el nombre kota. Cuando intentaban asentarse fueron atacados por el pueblo ossyeba. Vencidos, los kota volvieron a remontar el río y se vieron obligados a entrar en guerra, una vez más contra el pueblo kuele. El nuevo enfrentamiento fue favorable a los kota que se asentaron en el lugar. Sin embargo otro pequeño grupo siguió avanzando hasta alcanzar tierras de la actual frontera con el Congo. Los kota intentaron convertir su territorio en un importante centro comercial, pero una vez más se vieron en guerra, esta vez con el pueblo baya (gbaya o manga) que los invadió. Sus comunidades terminaron ocupando territorios de la actual provincia de Mekoyo (Gabón) y al norte del Congo, provincias de Likuala-Mossaka y Shanga. Destacan sus plantaciones de cacao.

### Pueblo ndowé
Por su proximidad lingüística algunos africanistas consideran que es la etnia madre de los sheke. Tienen asentamientos en el litorial de Guinea Ecuatorial, en Gabón, Camerún y en las islas de Corisco y Elobey. Tradicionalmente se le reconocen dos grandes clanes o subgrupos, los bongüe (agricultores de la zona de Bata, Guinea Ecuatorial) y los bumba. El pueblo bumba está compuesto por miembros del pueblo puku y por los benga de la etnia sheke. Son agricultores y pescadores asentados en la costa de Guinea Ecuatorial.

### Pueblo molendyi
También conocidos como molengue comparten la cultura lengue.

### Pueblo seke
Llamados seke o seki se asentaron en los valles de los ríos Campo, Epole y Utonde en territorios de la actual Guinea Ecuatorial. También ocuparon parte de la región de Kribi en Camerún y partes de Cocobeach en el noroeste de Gabón. El africanista Cortés López afirma que es el mismo pueblo que los shekiani y que están emparentados con los ndowé con quienes habrían emigrado juntos desde el norte. Según esta teoría los que se quedaron en la zona de Kribi se integraron con el pueblo tanga. Al igual que otros subgrupos sheke se implicaron en la trata de esclavos entre los siglos XVIII y XIX. Cultivan cacao, aceite de palma y plátanos.

### Pueblo shake
Ocuaparon el tramo medio del río Ogoué en el suroeste de Gabón. Mantienen lazos de parentesco con los grupos vecinos pueblo shamaye y pueblo dambono. Son agricultores dedicado a las plantaciones de café y también practican la pesca. En el pasado se enfrentaron con los vecinos del pueblo Ossyeba, etnia que también tuvo rivalidad con el pueblo kota. Los tres pueblos a su vez están de alguna manera emparentados por su travesía común como emigrantes originarios de tierras más al norte o por su prolongado asentamiento a orillas del mismo río.

### Pueblo shamaye
Pueblo agricultor asentado en torno a Mekoyo (Gabón) y en tierras de la frontera con el Congo. También los llaman pueblo shamai. Están muy relacionados con la etnia sheke.

### Pueblo shekiani
También conocidos como sheke-buru. Se asentaron en las orillas del río Muni (Guinea Ecuatorial) desde su desembocadura hasta el estuario del río Gabón (Gabón). Son originarios de tierras más norteñas y tradicionalmente carecieron de un poder centralizado. Habitaron en aldeas autónomas en las que el gobierno estaba en manos de un jefe local asesorado por los consejos o sociedades secretas. Eran buenos cazadores y comerciaron con los europeos. Se especializaron en el mercado del ébano y durante varios siglos en el tráfico de esclavos. Buenos agricultores se destacaron por sus plantaciones de arroz, café y aceite de palma. La pesca fue otro recurso importante para su economía.
En los relatos decimonónicos del explorador y etnógrafo Paul Belloni du Chaillu (1835-1903) son descritos como un pueblo guerrero con frecuentes problemas entre aldeas del mismo grupo.